# Salix humaensis
Salix humaensis là một loài thực vật có hoa trong họ Liễu. Loài này được Y.L. Chou & R.C. Zhou miêu tả khoa học đầu tiên năm 1974.